# Total Request Live
Total Request Live (Abkürzung: TRL) war eine Chart-Sendung des Musikkanals MTV, die zunächst 1998 in den USA anlief und später auch in vielen anderen Ländern, wie etwa Italien, Deutschland und Brasilien, in für diese Märkte produzierten Versionen gezeigt wurde. Die deutsche TRL-Version hatte europaweit die höchste Einschaltquote, sie wurde jedoch 2009 durch MTV Home ersetzt. Am 2. Oktober 2017 startete in den USA ein Relaunch von TRL, wo auch Schauspieler und Stars aus Online-Medien auftreten.
Das Sendekonzept von TRL besteht in Interviews mit prominenten Gästen und in der Sendung von Musikvideos. Die gezeigten Videos werden – mit Ausnahme von Neuvorstellungen – durch die Zuschauer auf der MTV-Homepage oder per Telefon gewählt, die ersten zehn Plätze werden in umgekehrter Reihenfolge in die Sendung integriert.

## US-Fassung

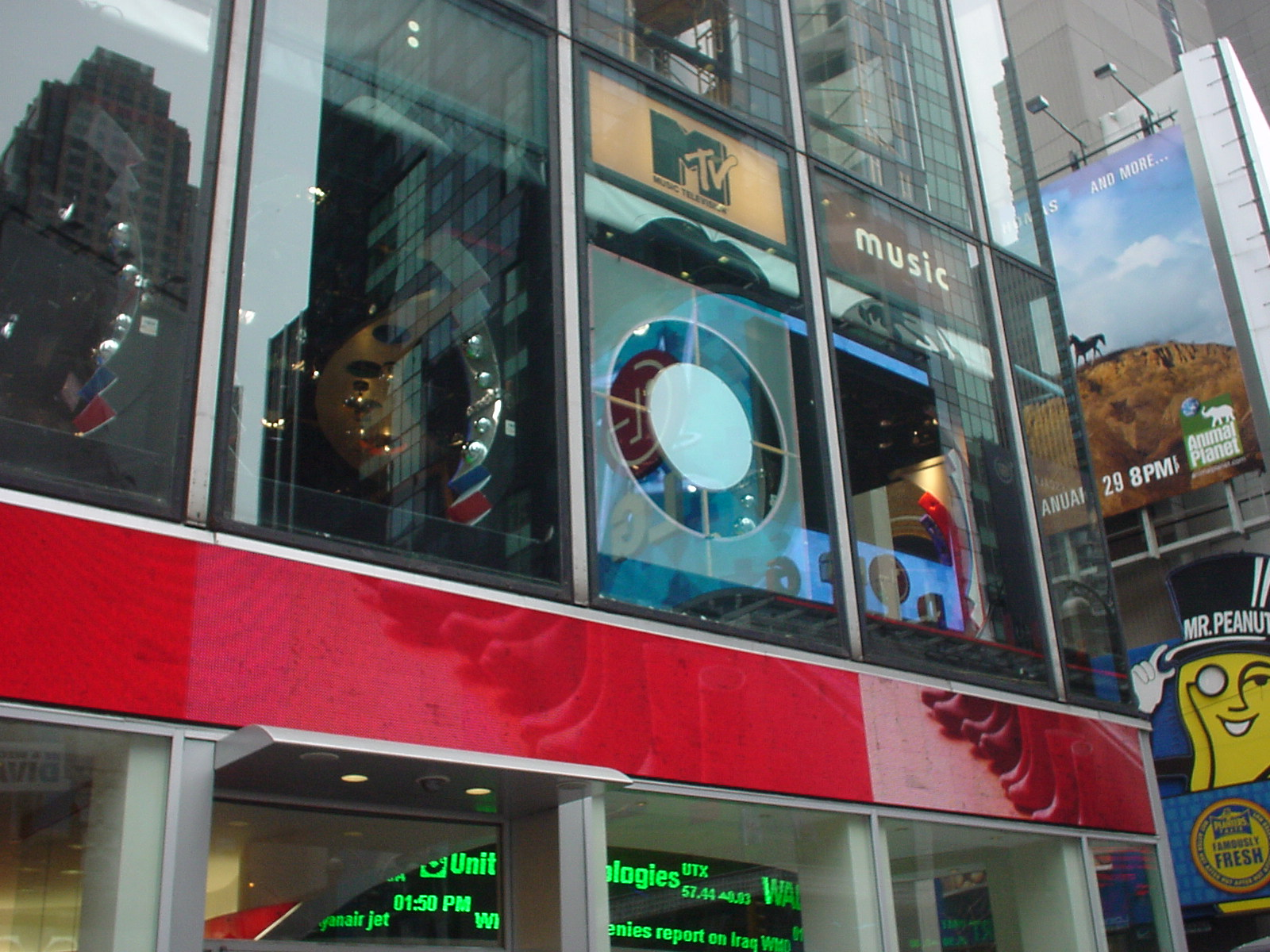
TRL-Studio am Times Square

In den Vereinigten Staaten entstand TRL aus der Zusammenlegung des von Toby Amies moderierten MTV Live, einer Musiksendung mit Studiogästen, und der von Carson Daly moderierten, nur aus Anmoderationen und Musikvideos bestehenden Clipshow Total Request. 1999 wurde das Konzept um Studiopublikum ergänzt, im selben Jahr wurde mit TRL Italy der erste Ableger im Ausland produziert. 2003 beendete Carson Daly, der die Show bis dahin moderiert hatte, sein Arbeitsverhältnis mit MTV, seitdem wechseln sich mehrere Moderatoren ab.
Im November 2008 wurde die Sendung wegen niedriger Quoten eingestellt. Zuletzt schauten nur noch durchschnittlich 700.000 Zuschauer zu, während dazu die beliebteste Sendung The Hills bis zu 4 Millionen Zuschauer erreichte.

## Deutsche Ausgabe
Die Show lief von Dienstag bis Freitag im Nachmittagsprogramm. Dienstags strahlte MTV Urban TRL mit den beliebtesten Videos aus R&B und Hip-Hop, aus. Mittwochs folgte Rock TRL mit den meistgewählten Videos aus dem Bereich Rockmusik. Am Donnerstag strahlte MTV keine genrespezifische Sendung aus. Freitags waren prominente Gäste bei TRL XXL oder Special TRL eingeladen.
Bis zum 13. April 2007 wurde TRL fünf Mal die Woche ausgestrahlt. Die Liste, aus denen die Zuschauer wählen konnten, blieb die gesamte Woche über gleich. Außerdem konnten die gewählten TRL Most Wanted-Charts im Verlauf der Sendung nicht mehr beeinflusst werden. Das Goldene Tape wurde an Künstler vergeben, die in 15 Ausgaben die Höchstplatzierung für einen Song erhalten konnten. Vor Mitte 2006 wurden zwanzig Nummer-1-Platzierungen für die Auszeichnung benötigt. Nach Erreichen des Tapes ist ein Song für Fans nicht mehr wählbar. Folgende Interpreten bekamen bereits das Goldene Tape verliehen:
| Interpret             | Titel                                | Jahr | Nr.-1-Platzierungen |
| --------------------- | ------------------------------------ | ---- | ------------------- |
| Kool Savas            | Das Urteil                           | 2005 | 20                  |
| 2pac feat. Elton John | Ghetto Gospel                        | 2005 | 20                  |
| P!nk                  | Who Knew                             | 2006 | 20                  |
| Bushido               | Von der Skyline zum Bordstein zurück | 2006 | 20                  |
| Sido                  | Straßenjunge                         | 2007 | 15                  |
| Billy Talent          | Fallen Leaves                        | 2007 | 15                  |
| Beatsteaks            | Jane Became Insane                   | 2007 | 15                  |
| Linkin Park           | What I’ve Done                       | 2007 | 20                  |